# Le Bernard
Le Bernard je francouzská obec v departementu Vendée v regionu Pays de la Loire.